# L'angelo della distruzione
L'angelo della distruzione (Angel of Destruction) è un film statunitense del 1994 diretto da Charles Philip Moore. Il film è il remake del film del 1992 Cintura nera.

## Trama
Una rockstar Deliah, dopo un'esibizione riceve una scatola all'interno un dito umano con un anello, ad opera di un fan psicopatico Robert Kell. Per questo motivo Deliah decide di ingaggiare una guardia del corpo, così ad indagare su Kell è la detective della polizia Brit Alwood, che viene subito uccisa da quest'ultimo. Sua sorella Jo decide di proteggere Deliah e di vendicare la morte di suo fratello.